# Saltney
Saltney egy város Chesterrel egybenőve, az angol-walesi határon, nyugati felével Flintshire-ben, keleti felével Cheshire-ben.
2001-es népszámlálás szerint 4769 lakosa volt, ami a 2011-es népszámlálásra 5132-re nőtt.